# Dizzy Reed
Darren Arthur Reed (alias Dizzy Reed, født 18. juni 1963 i Hinsdale, Illinois) er en amerikansk musiker (keyboardspiller), som er bedst kendt som keyboardspiller i det amerikanske rockband, Guns N' Roses. Reed blev en del af bandet i 1990, under indspillingerne af "Use Your Illusion"-albummene, som en udvidelse af Guns N' Roses.
Reed blev inviteret ind i Guns N' Roses af Axl Rose, som var forsanger i bandet. Dizzy's modtagelse var langt fra god. Leadguitaristen Slash og rytmeguitaristen Izzy Stradlin protesterede kraftigt imod ansættelsen af ham, men det blev ignoreret af Axl.
Reed er det eneste medlem fra "Use Your Illusion"-æraen, ud over Axl Rose, som har været med til at indspille albummet Chinese Democracy.
Reed har indspillet 4 album med Guns N' Roses, Use you Illusion I, Use you Illusion II, The Spaghetti Incident ? og Chinese Democracy.